# MISSION×2
MISSION×2（ミッションミッション）は、BMSG企画のオーディションドキュメンタリー番組である。
最終メンバー8人はグループ「MAZZEL」として2023年にデビュー。

## 概要
- 2022年11月22日、SKY-HIはBMSGのYouTube公式チャンネルにおいて、BMSGの新章について説明する記者会見を生配信した。そこでは、ユニバーサルミュージックと提携した新レーベル「BE-U」の設立、そこから第一弾アーティストとしてMAZZELのデビュー、同グループのメンバーには「THE FIRST」出身・古家蘭（RAN）が含まれていること、同じく「THE FIRST」出身であるカドサワン・レイコ(REIKO)はメンバーではないことが発表された[2]。
- 審査ではパフォーマンスだけでなく、社会性や知性、それらの学習の吸収力も審査の対象となっており、読書感想文やディスカッション、大学講師を招いたレクチャーなどの指導を行う[3]。
- 初回の放送においてメンバーのビジュアルが公開され、名前は第5話で明らかとなった。

## 審査方法

### トレーニー3名(KAIRYU、SEITO、RAN)
RANはTHE FIRST終了後からトレーニーとしてBMSGに所属。KAIRYUはTHE FIRST3次審査終了後、BMSGのトレーニー募集に応募し、合格。SEITOはダンス&ボーカルグループ「ZERO PLANET」卒業後、SKY-HIに将来の相談をするようになる。KAIRYU、RAN、REIKOにSEITOが合流し、MISSION×2がスタートした。
3月には4名でグループを結成し、4名がグループとして活動できるかどうかをトレーニングするため、課題曲のパフォーマンスやSAKIKOによる指導を受けた。その数ヶ月後、REIKOがグループを離脱。3名体制となり、1週間の強化合宿で課題曲の練習、発表を行なった。その後、夏合宿において、3次選考を突破した12名と合流。

### その他の参加者

#### 2次選考
課題曲の歌唱、ラップ、及びダンスの実技審査。23名が通過した。

#### 3次選考
23名をイエロー、レッド、ブルー、グリーンの4チームに分け、課題曲「Be Free」の審査を行った。12名が通過した。
MAZZELメンバーに選出された5名は以下のチームだった。
- Team Yellow ▶NAOYA、RYUKI、TAKUTO
- Team Green  ▶EIKI、HAYATO

#### 合宿1次審査
RAN、KAIRYU、SEITOのBMSGのトレーニー3名と、3次選考を通過した12名の合計15名で、夏の大型合宿を実施した。合宿1次審査では、A、B、Cの5名ずつ3チームに分かれて、課題曲「FANTASY」をパフォーマンスした。12名が通過した。(2022.8.7から合宿開始。2022.8.8から合宿1次審査開始。2022.8.15にパフォーマンス。2022.8.16に結果発表)
審査の選出順番は、NAOYA、KAIRYU、RYUKI、RAN、TAKUTO、KOSUKE、SEITO、KANON、HAYATO、EIKI、YU、KOHEIだった。
MAZZELメンバーに選出された8名は以下のチームだった。
- Team A ▶RAN、RYUKI
- Team B ▶NAOYA、EIKI、SEITO
- Team C ▶KAIRYU、TAKUTO、HAYATO

#### 合宿2次審査
D、Eの6名ずつ2チームに分かれて、課題曲「Get Down」をパフォーマンスした。10名が通過した。(2022.8.16から合宿2次審査開始。2022.8.19に合宿中止。2022.9.23から3日間東京にて合宿再開。2022.10.11にパフォーマンス、結果発表)
審査の選出順番は、NAOYA、RYUKI、KAIRYU、SEITO、EIKI、RAN、TAKUTO、KANON、KOHEI、HAYATOだった。
MAZZELメンバーに選出された8名は以下のチームだった。
- Team D ▶NAOYA、KAIRYU、TAKUTO、RYUKI、EIKI
- Team E ▶RAN、SEITO、HAYATO

#### 最終審査
5名ずつ2チームに分かれて、課題曲「MISSION」をパフォーマンスした。(2022.10.14から2022.10.23までの10日間、最後の集中合宿を実施した。課題曲への取り組みだけではなく、ダンストレーニング、演技ワークショップ、座学も行った。2022.10.30にパフォーマンス、結果発表、MAZZEL誕生)
MAZZELメンバーに選出された8名は以下のチームだった。
- Team X ▶NAOYA、KAIRYU、TAKUTO、SEITO、HAYATO
- Team ΣNTER ▶RAN、RYUKI、EIKI

(チーム名はチームメンバーで決定)

## 参加者
事前に決まっていたメンバー、3次審査以降の参加者を示す。太字はデビュー決定者。メンバー、通過審査別で五十音順。
| 名前                 | かな表記              | 生年月日(番組放送時の年齢) | 出身   | 最終結果                       | 備考 |
| -------------------- | --------------------- | -------------------------- | ------ | ------------------------------ | --- |
| 網代聖人(セイト)     | あじろ せいと         | 2001年12月26日(21歳)       | 兵庫県 | MAZZELとしてデビュー           | ダンス&ボーカルグループ 「Zero PLANET」元メンバー 恋愛リアリティ番組「白雪とオオカミくんには騙されない」出演                |
| 大林海龍(カイリュウ) | おおばやし かいりゅう | 2000年10月22日(22歳)       | 兵庫県 | MAZZELとしてデビュー           | 「THE FIRST」参加 BMSG非公開トレーニー                                                                                      |
| 川縁拓途(タクト)     | かわべり たくと       | 1998年10月28日(24歳)       | 東京都 | MAZZELとしてデビュー           | Nissy、平手友梨奈などのバックダンサー経験者                                                                                 |
| 紀田直哉(ナオヤ)     | きだ なおや           | 2003年4月28日(19歳)        | 兵庫県 | MAZZELとしてデビュー           | EBiDAN研究生によるユニット 「BATTLE BOYS OSAKA」第1〜4弾、 「BATTLE BOYS 全国選抜G」2nd、3rd、4th、5th 元ニコラメンズモデル |
| 佐野瑛宜(エイキ)     | さの えいき           | 2001年12月6日(21歳)        | 愛知県 | MAZZELとしてデビュー           | ホリプロネクスト参加 |
| 鈴木颯人(ハヤト)     | すずき はやと         | 2005年1月1日(18歳)         | 東京都 | MAZZELとしてデビュー           | 元子役 |
| 古家蘭(ラン)         | ふるいえ らん         | 2002年8月23日(20歳)        | 熊本県 | MAZZELとしてデビュー           | BMSGトレーニー 舞台「超青春合唱コメディ『SING!』」主演                                                                      |
| 前川流輝(リュウキ)   | まえかわ りゅうき     | 2004年10月4日(18歳)        | 福岡県 | MAZZELとしてデビュー           | EXPG福岡校出身 LDH主催のオーディション「iCON Z」参加                                                                        |
| 小原滉平             | おはら こうへい       | 2000年4月30日(22歳)        | 大阪府 |                                | EBiDAN研究生によるユニット 「BATTLE BOYS OSAKA」第1〜4弾、 「BATTLE BOYS 全国選抜G」4th、5th                                |
| 湯本日穏             | ゆもと かのん         | 2006年4月3日(16歳)         |        | 最終審査落選後、BMSGトレーニー | |
| 安藤優               | あんどう ゆう         | 1998年10月23日(24歳)       | 山形県 | 合宿2次審査落選                | 元PRODUCE 101 JAPAN練習生 ダンス&ボーカルグループ「Boom Trigger」元メンバー                                                 |
| 滑川光祐             | なめかわ こうすけ     | 2000年8月21日(22歳)        | 茨城県 | 合宿2次審査落選                | 元Happyface Entertainment(現 DREAMCATCHER COMPANY)練習生 韓国のオーディション番組「UNDER19」参加                            |
| 内山伊織             | うちやま いおり       | 1999年10月20日(23歳)       | 東京都 | 合宿1次審査落選                | メンズユニット「NEW STYLE BOYs」元メンバー                                                                                  |
| 前田大輔             | まえだ だいすけ       | 2000年8月30日(22歳)        | 富山県 | 合宿1次審査落選                | 「timelesz project」参加 |
| 森大樹               | もり だいき           |                            |        | 合宿1次審査落選                | |
| 乾稜                 | いぬい りょう         | 1997年5月23日(25歳)        | 熊本県 | 3次選考落選                    | 2.5次元舞台に出演 |
| 上村明生             | かみむら あきら       |                            |        | 3次選考落選                    | |
| 暮田雄斗             | くれた ゆうと         |                            |        | 3次選考落選                    | |
| 黒澤凜士             | くろさわ りん         |                            | 埼玉県 | 3次選考落選                    | Zero Planetオーディションファイナリスト                                                                                     |
| 小牧優斗             | こまき ゆうと         |                            |        | 3次選考落選                    | |
| 高橋陸矢             | たかはし りくや       | 2005年9月10日(17歳)        |        | 3次選考落選                    | |
| 中村龍哉             | なかむら りゅうすけ   |                            |        | 3次選考落選                    | EXPG大阪校出身 |
| 新渡戸悠斗           | にとべ ゆうと         | 2004年3月23日(18歳)        | 岩手県 | 3次選考落選                    | 日テレ×スタダ×ソニーのスクール型オーディション番組「0年0組」参加                                                            |
| 福島匠音             | ふくしま たくと       |                            |        | 3次選考落選                    | |
| 三輪虎太郎           | みわ こたろう         | 2002年9月10日(20歳)        |        | 3次選考落選                    | 元子役 |
| 安本真広             | やすもと まひろ       |                            |        | 3次選考落選                    | |